# Laimdota Straujuma

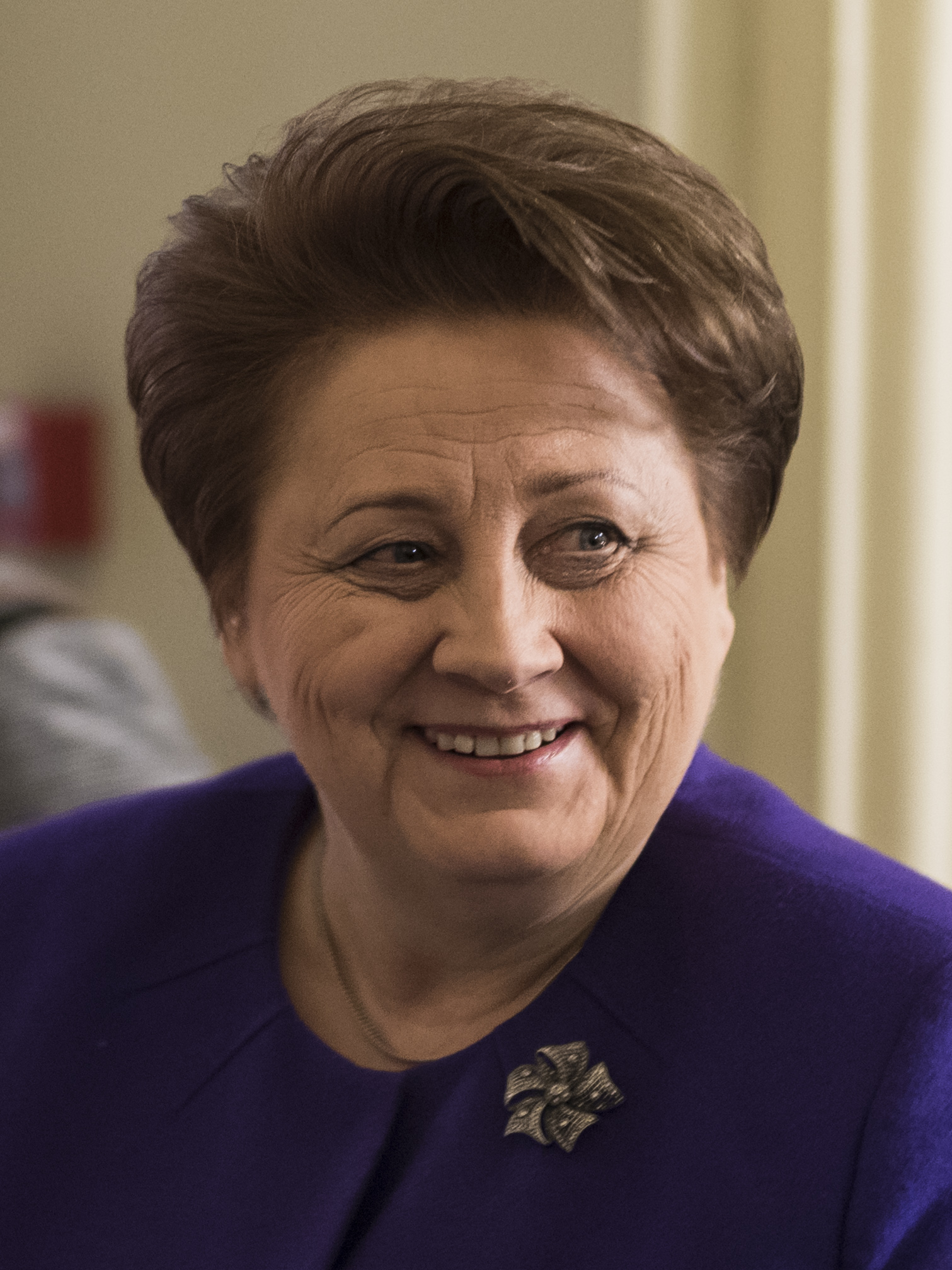
Laimdota Straujuma (2016)

Laimdota Straujuma (* 24. Februar 1951) ist eine lettische Wirtschaftswissenschaftlerin und ehemalige Politikerin (Mitglied der Vienotība seit Januar 2014). Vom 22. Januar 2014 bis zum 11. Februar 2016 war sie Ministerpräsidentin Lettlands – die erste Frau an der Regierungsspitze ihres Landes.

## Leben

### Ausbildung
Laimdota Straujuma studierte von 1968 bis 1973 Mathematik und Physik an der Universität Lettlands in Riga. Von 1973 bis 1988 war sie wissenschaftliche Mitarbeiterin am Institut für Wirtschaftswissenschaften der Lettischen Akademie der Wissenschaften und absolvierte ein weiterführendes Studium, das sie 1987 mit der Aspirantur abschloss. Von 1988 bis 1991 war sie in der Staatlichen Planungsbehörde tätig. 1992 wurde sie mit einer Dissertation über Die Bewertung der Ressourcennutzung der lettischen produzierenden Unternehmen zum Dr. oec. promoviert.

### Tätigkeit im Staatsdienst
Von 1993 bis 1999 war sie stellvertretende Leiterin der staatlichen Beratungsstelle für Betriebsführung in der Landwirtschaft, anschließend Leiterin der staatlichen Beratungsstelle für Betriebsführung und Weiterbildung in der Landwirtschaft. Von 1999 bis 2006 war sie Staatssekretärin im Landwirtschaftsministerium (bis 2000 im Rang einer stellvertretenden Staatssekretärin). Als Staatssekretärin war sie, bevor Lettland der EU beitrat, für die Verhandlungen über die Agrarkapitel des Acquis communautaire zuständig. Von 2007 bis 2010 war sie Staatssekretärin im Ministerium für regionale Entwicklung und Kommunalverwaltung. In ihrer Amtszeit setzte sie eine Verwaltungsreform durch, bei der die kleinen Gemeinden (pagasti) in Kommunalbezirken (novadi) aufgingen.

### Aufstieg in der Politik

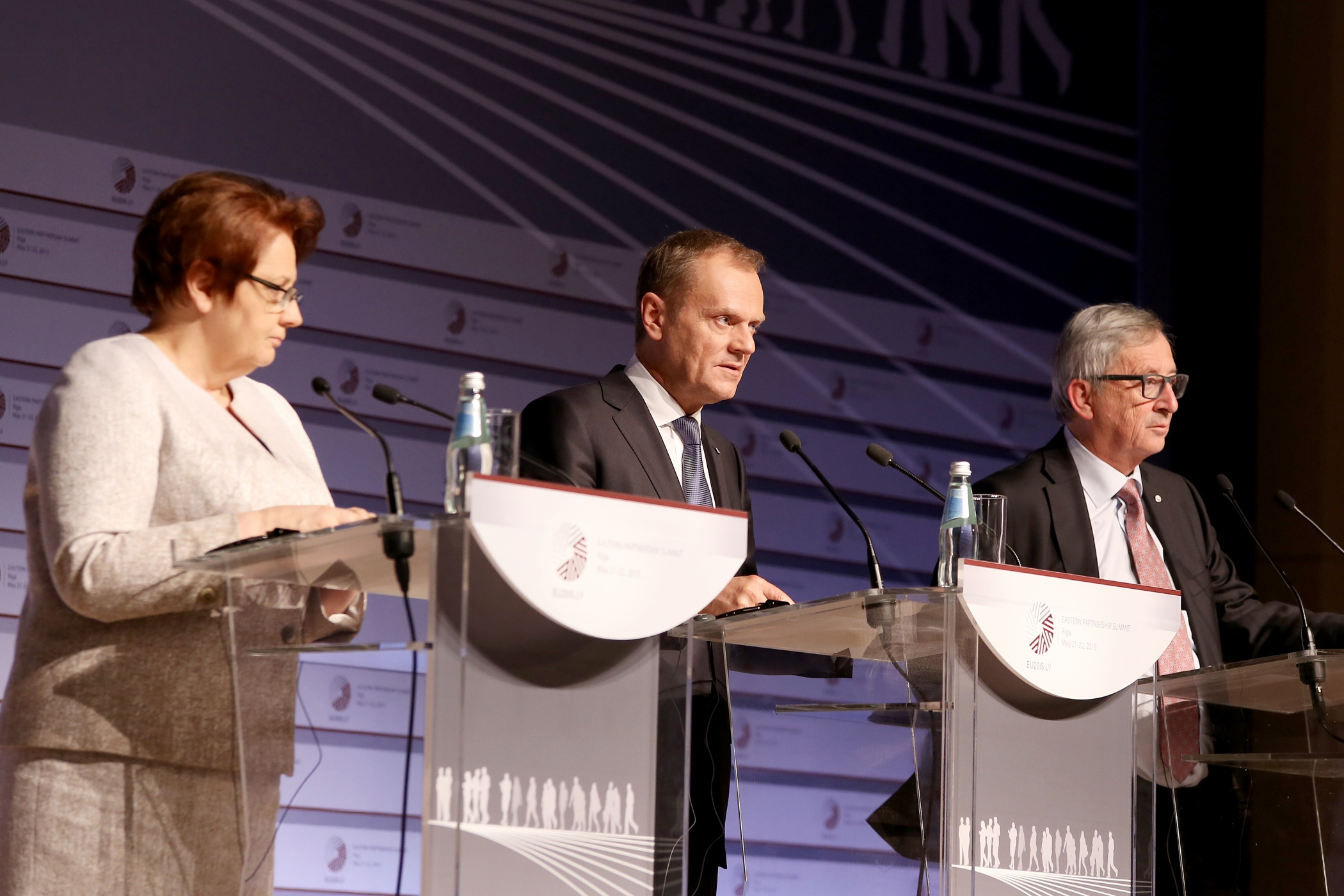
Straujuma als Gastgeberin des Treffens der Östlichen Partnerschaft (2015)

Von 2011 bis 2014 war Straujuma Landwirtschaftsministerin im Kabinett von Ministerpräsident Valdis Dombrovskis. Nach dessen Rücktritt im Zusammenhang mit dem Einsturz eines Supermarktes in der Hauptstadt Riga beauftragte Präsident Andris Bērziņš sie am 5. Januar 2014 mit der Bildung einer neuen Regierung.
Am 22. Januar wurden Straujuma und ihr Kabinett vereidigt. Nach der Parlamentswahl am 4. Oktober 2014, bei der ihre Partei zur zweitstärksten wurde, erhielt sie erneut den Auftrag zur Regierungsbildung. Am 5. November 2014 bestätigte die Saeima das Kabinett Straujuma II. Die von Laimdota Straujuma geführte Koalition aus den drei Parteien Vienotība, Zaļo un Zemnieku savienība (ZZS) und Nacionālā apvienība (NA) verfügte über 61 der 100 Sitze im Parlament.

### Rücktritt und Rückzug aus der Politik
Am 7. Dezember 2015 trat Laimdota Straujuma auf Grund von Konflikten zwischen den Parteien der Koalition als Regierungschefin zurück. Bis zur Wahl ihres Nachfolgers Māris Kučinskis am 11. Februar 2016 übte sie das Amt noch geschäftsführend aus. Bis zur Parlamentswahl 2018, bei der sie nicht erneut für ein Mandat kandidierte, blieb sie einfache Abgeordnete in der Saeima.